# 石坂啓のスーパーギャング
『石坂啓のスーパーギャング』（いしざかけいのスーパーギャング）は、1987年4月10日から1988年4月8日まで、TBSラジオ制作の深夜ラジオ番組『スーパーギャング』の金曜日深夜（土曜日未明）でJRN系にて放送されていたラジオ番組。パーソナリティは漫画家の石坂啓。放送時間は毎週金曜日深夜（土曜日未明）25:00 - 26:45（午前1:00 - 2:45）。

## 概要
本番組のパーソナリティを務めるきっかけはスーパーギャングのプロデューサーを当時 務めていた林美雄がディレクターと一緒に石坂の仕事場を酒を持って訪れ、一緒に飲んでいくうちに「酔った勢い」でパーソナリティの話を引き受けたことだったという。番組内では「明るい男女交際」を呼び掛けていた一方で、教育問題。中絶問題。反戦問題など、社会の諸問題を真面目に採りあげ、リスナーと共に考えるというトークを展開。同年7月は『国家 君が代を考える』と題して、一ヶ月掛けて展開した。ワニさんこと伊藤悟がアシスタントとして共演していた。
本番組中のコーナーには「君もディレクターをやってみないか」「正直者VSウソツキ」など石坂が自ら考案して行われたものがあった。
1987年12月4日深夜の放送では、ゲストの渡辺正行がいる中で石坂自身の結婚を発表した。
はがきなどが採用されたリスナーには、石坂直筆の愛猫「牡丹」のイラストが描かれた「牡丹カード」が贈られていた。このカードを5枚集めると牡丹の写真が貰えた。石坂が自ら描いた漫画の原画もリスナーへのプレゼントとして用意された。リスナー参加のイベントとしてのパーティーも数回 行われた。

## 主なコーナー
インタビューコーナー
- 石坂は中学生・高校生に会うと必ず「今何にのめり込んでいるか」「今一番怒ってることは？」という二つの質問をしていたということで、このコーナーでもこれらの質問を中学生・高校生に振ってインタビューし、その模様を放送[1]。

君もディレクターをやってみないか
- 菊池桃子、本田美奈子、中山美穂、西村知美、河合その子らアイドルゲストが入った時に、選ばれたリスナーがディレクターになってアイドルゲストに向けてキュー（合図）を振ったり、台本作りや録音まで一切の進行をすることが出来たというコーナー。リスナーはゲストの告知を受けて5分程度の枠の番組を想定した番組構成の原稿を送付することになっていた[7][4][1]。これは石坂考案のコーナーで、「私はパーソナリティは素人だから、素人に徹した番組を作ろう」という考えから出来たコーナーだと話している[1]。

ウニャウニャの条件
こんなの初めて
素朴な疑問
お姉さんは言いたい
- ほぼフリートークのコーナーで、毎回話すテーマを決めてトーク[4]。

知ってる？これが究極のヒットチャート
- 同じTBSの『ザ・ベストテン』の、次の木曜日放送のランキング予想をはがきに書いて送る。全て的中したリスナーには豪華なプレゼントが贈られた[4]。

正直者VSウソツキ
この他「リスナーからのはがきを読んだ後、その場でそのリスナーが主人公の漫画を描く」（その漫画はそのリスナーに贈られた）というコーナーなど。